# Тонгариро
Тонгари́ро (англ. Mount Tongariro) — вулканический массив в центральной части Северного острова Новой Зеландии.
Массив состоит из 12 конусов высотой до 1978 м, находится на территории одноимённого национального парка, старейшего в стране. Первое извержение вулкана датируется примерно 250 тыс. лет назад. С 1839 года зарегистрировано более 70 извержений, последнее — в 2012 году. Недалеко от массива находится молодой активный вулкан Нгаурухоэ (2291 м).
Между Нгаурухоэ и Тонгариро проложен популярный маршрут пешего туризма. На склонах вулканов в 2000—2003 гг проводились съёмки трилогии «Властелин колец».
7 августа 2012 года, впервые за 115 лет, вулкан проснулся, отменены десятки авиарейсов.